# Yndira Sandoval
Yndira Sandoval Sánchez (Ciudad de México, 21 de noviembre de 1985) es una activista, antropóloga social y politóloga feminista mexicana. Es conocida por la defensa de los derechos de las mujeres y contra la violencia de género. Impulsora de la iniciativa 3 de 3 y fundadora de Todas MX, una iniciativa en contra de la violencia de género.

## Trayectoria
Sandoval estudió la licenciatura en Ciencias Políticas y Administración Pública, estudios en Antropología Social por la Escuela Nacional de Antropología e Historia y varios diplomados, entre ellos en Derechos Humanos por la Universidad de Alcalá, Políticas Públicas por la Universidad Austral en Argentina, y Género y Feminismo por la Organización de los Estados Americanos-ONU. Su agenda política se enfoca en la prevención y erradicación de la violencia contra las mujeres, así como en la promoción de la participación política y ciudadana.
La activista fue directora del Centro Histórico de la Ciudad de México, representante de la Jefatura de Gobierno en Tlalpan y directora de las 16 unidades de Atención del hoy extinto Instituto de las Mujeres del Distrito Federal.
En 2012, fue candidata al Senado de la República por el PRD. Además, es cofundadora de la organización política Las Constituyentes Feministas. También es coordinadora de la Articulación Nacional de Todas MX, integrante de la Red Nacional de Mujeres Feministas #NosotrasTenemosOtrosDatos, y miembro de la Organización Nacional de Mujeres afiliadas a la Federación Democrática Internacional de Mujeres y de la Comisión de Género en la Conferencia Permanente de Partidos Políticos para América Latina y el Caribe.
En 2021 fue reconocida como mujer líder de las Américas. Mientras que, el 25 de agosto de 2023, recibió un reconocimiento en el Tribunal Electoral de Veracruz por su papel como impulsora de la Ley 3 de 3 contra la violencia de género, que busca asegurar que ningún agresor ocupe un cargo de poder.

## Controversias
El caso más notable que involucra a Yndira Sandoval ocurrió el 16 de septiembre de 2017, cuando denunció haber sido torturada y violada por una mujer policía en la cárcel municipal de Tlapa de Comonfort, Guerrero. Este incidente atrajo atención mediática y movilizó a numerosos colectivos feministas en su defensa. La Comisión Nacional de los Derechos Humanos emitió la Recomendación 63/2019 sobre su caso, y la Oficina en México del Alto Comisionado de Naciones Unidas para los Derechos Humanos también acompañó su denuncia, subrayando la gravedad de las violaciones sufridas por Sandoval.
El 18 de junio de 2021, Sandoval recibió una disculpa pública de las autoridades del municipio de Tlapa de Comonfort. Durante la ceremonia virtual, agradeció el apoyo de la CNDH y de la OACNUDH. A pesar de las controversias y las dificultades enfrentadas, Sandoval ha mantenido su compromiso con la lucha por los derechos de las mujeres, utilizando sus experiencias personales para promover políticas y leyes que buscan erradicar la violencia de género y asegurar la justicia para las víctimas.
El 1 de octubre de 2021, varios medios de comunicación publicaron la desaparición de Yndira Sandoval en Calimaya, Estado de México. La activista, había llegado a su domicilio acompañada por sus escoltas, quienes se retiraron a descansar a su solicitud. Poco después, uno de los guardias recibió un mensaje indicando que Sandoval había sido capturada. Sin embargo, fue localizada sana y salva, y la Fiscalía del Estado de México descartó que hubiera sido víctima de un delito.

## Obras
- Espacio seguro y libre de acoso. Fundación Friedrich Ebert en México. 2020.[14]
- Ley de bolsillo contra la violencia. 2020.[15]
- Modelo de Implementación de la Paridad en los Partidos Políticos.[16] [17]
- Modelo de Empoderamiento de las Mujeres y erradicación de la violencia.
- Guía Práctica para los Partidos Políticos para la implementación de la Paridad de Género en las Entidades Federativas.